# Cloridopsis dubia
Cloridopsis dubia är en kräftdjursart som först beskrevs av H. Milne Edwards 1837.  Cloridopsis dubia ingår i släktet Cloridopsis och familjen Squillidae. Inga underarter finns listade i Catalogue of Life.